# Lega italiana dei diritti dell'uomo
La Lega Italiana dei Diritti dell'Uomo (LIDU) è la più antica associazione italiana impegnata nella diffusione della conoscenza e l'applicazione dei diritti fondamentali dell'uomo. Istituita a Roma nel 1919 su iniziativa di Ernesto Nathan, ha sede a Roma.

## Storia
Ispirata ai principi democratici liberali teorizzati dal pensatore Thomas Paine ne "i diritti dell'uomo" (1791) ed al pensiero laico sviluppatosi tra XVIII e XIX secolo ed in particolare alle opere di Giuseppe Mazzini e di Aurelio Saffi, nonché ai principi della Costituzione degli Stati Uniti d'America del 1787, alla Dichiarazione dei diritti dell'uomo e del cittadino del 1789, alla Costituzione della Repubblica Napoletana del 1799, la LIDU è la più antica organizzazione nazionale italiana impegnata nella promozione e tutela dei diritti umani. L'organizzazione della Lega ebbe particolare impulso durante la presidenza di Ernesto Nathan, politico di formazione e cultura cosmopolita, Gran maestro del Grande Oriente d'Italia (dal 1896 al 1904 e dal 1917 al 1919) e primo sindaco laico di Roma (dal 1907 al 1913).  Grazie ad una visione più internazionale del tema dei diritti umani, nel 1922 la LIDU fu una delle associazioni fondatrici della Federazione internazionale dei diritti umani (Fédération Internationale des ligues des droits de l'Homme, FIDH), costituita a Parigi. Durante il periodo fascista la Lega, non potendo svolgere libera attività in Italia, fu prevalentemente attiva a Parigi, dove erano anche in esilio alcuni dei suoi dirigenti, tra i quali Pietro Nenni, Giuseppe Saragat, Claudio Treves, Cipriano Facchinetti, Luigi Campolonghi, Ferdinando Bosso e Alceste de Ambris. Celebre è anche l'antifascista forlivese Decio Anzani, segretario della sezione londinese della Lega, il quale morì nel naufragio della Arandora Star (1940).Dirigente della LIDU sezione di Carrara fu l'eroe partigiano libertario Alberto Meschi.
La Lega fu tra i gruppi promotori della Concentrazione di azione antifascista,  che operò in Francia tra 1927 e 1934.
Alla fine dalla seconda guerra mondiale, con le nuove istituzioni republicane, la LIDU riprese ad operare in Italia anche grazie all'impegno attivo di intellettuali quali Gamberini, Bauer, Motzo, ed in anni più recenti Ungari, Bandiera, Arpaia. Oggi la LIDU è giuridicamente una Onlus, ha sede centrale in Roma e comitati operanti in numerose regioni e città.

## Presidenti della Lega
- Ernesto Nathan (1919 - 1921)
- Claudio Treves (1932 - 1933)
- Vincenzo Patriarca (1946 - 1952)
- Luigi Andreoni (1952 - 1957)
- Luigi Pascucci (1957 - 1966)
- Giordano Gamberini (1966 - 1970)
- Lino Salvini (1978 - 1982)
- Pasquale Bandiera (1982 - 2002)
- Alfredo Arpaia (2002 - 2016)
- Antonio Stango (2016[4] - sospeso e dimissionario)
- Alfredo Arpaia  (da ottobre 2017 - 2019)[5]
- Eugenio Ficorilli (2019 - in carica)[6]